# Roland Béguelin
Roland Béguelin (12. listopadu 1921, Tramelan, Švýcarsko – 13. září 1993, Delémont, Švýcarsko) byl švýcarský básník, spisovatel, novinář, redaktor a politik za sociálně demokratickou stranu SP. Jako spoluzakladatel hnutí Mouvement séparatiste jurassien („Separatistické hnutí Jury“) v roce 1947, generální tajemník nástupnické organizace Rassemblement jurassien („Jurské shromáždění“) v letech 1953–1991 a šéfredaktor týdeníku Le Jura libre byl jedním z hlavních protagonistů separatistů v Jurské otázce. Po celá desetiletí se s velkým nasazením zasazoval o oddělení francouzsky mluvícího regionu Jura od kantonu Bern. Tohoto cíle se mu však podařilo dosáhnout jen částečně, neboť v jurských plebiscitech v letech 1974 a 1975 se pro připojení k novému kantonu Jura nakonec vyslovily pouze tři okresy Delémont, Franches-Montagnes a Porrentruy na severu regionu. Béguelin byl poté místopředsedou Ústavodárného shromáždění a sehrál klíčovou roli při tvorbě kantonální ústavy, která vstoupila v platnost v roce 1979. Poté byl až do roku 1990 poslancem kantonálního parlamentu Jury.

## Život
Roland Béguelin byl synem hodináře Léona Béguelina a jeho ženy Denisy, rozené Jobinové. Po absolvování studia ekonomie v Neuchâtelu byl v roce 1945 jmenován obecním úředníkem v rodné obci Tramelan v oblasti Bernský Jura na severu švýcarského kantonu Bern. V roce 1947 byl jedním ze zakladatelů separatistického hnutí Mouvement séparatiste jurassien, které se v roce 1951 přeměnilo na Rassemblement jurassien (RJ). V roce 1950 se stal šéfredaktorem časopisu Le Jura libre, v roce 1952 generálním tajemníkem RJ a současně členem správní rady tiskárny Boéchat SA v Delémontu. To mu umožnilo plně se věnovat boji za nezávislost Jury.
Svými přesvědčovacími schopnostmi, rozhodnostními a politickými dovednostmi byl Roland Béguelin nepřekonatelným zastáncem nezávislosti Jury a prosadil se jako vůdce separatistů. Neúnavná angažovanost sociálního demokrata Béguelina za nezávislost od roku 1945 nakonec podráždila regionální organizaci strany SP v Bernském Jurovi natolik, že dosáhla jeho vyloučení z kantonální stranické organizace v roce 1962. Delémontská sekce však toto rozhodnutí nerealizovala. V roce 1976 byl Béguelin zvolen do ústavodárného shromáždění Jury, v němž hrál ústřední roli jako první místopředseda. V letech 1979–1990 zastupoval SP v kantonálním parlamentu Jury. Byl také jeho prvním předsedou. Jako pokračující vůdce RJ se snažil vyvíjet tlak na jurské úřady, aby došlo ke sjednocení Jury. Nedokázal však zabránit tomu, aby hnutí kvůli vnitřnímu napětí neztratilo dynamiku. Již v roce 1971 převzal profrancouzsky orientovaný Béguelin generální sekretariát Konference frankofonních etnických skupin. Předtím založil časopis Revue transjurane (1947–1950) a spolu s Rogerem Schaffterem založil nakladatelství Bibliothèque jurassienne. Vedl také delémontskou sekci Société jurassienne d’Emulation. V roce 1979 se se Schaffterem, druhou vůdčí osobností Rassemblement jurassien, názorově rozešel, protože Schaffter odmítal Béguelinovu politiku.